# Військово-морські сили Третього Рейху
Військово-морські сили Третього Рейху, Кріґсмаріне або Крігсмаріне (нім. Kriegsmarine нім. вимова: [ˈkʁiːksmaˌʁiːnə], досл. «військово-морський флот») — військово-морські сили Німеччини в епоху Третього Рейху. 1 червня 1935 року були утворені на основі Рейхсмаріне (нім. Reichsmarine — флот Рейху). Після Другої світової війни військово-морські сили західної Німеччини були переформатовані у Бундесмаріне (нім. Bundesmarine — федеральний флот), а східної у Фольксмаріне (нім. Volksmarine — народний флот).
Першим командувачем ВМС Третього Рейху з 1935 по 1943 рік був Еріх Редер. При Редері відбулося формування ВМС Третього Рейху. З 1943 по 1945 рік командувачем флоту був призначений Карл Деніц. У травні 1945 року на пост командувача було призначено Ганса-Георга фон Фрідебурга. Останнім командувачем ВМС Третього Рейху став Вальтер Варцеха, який очолював флот у травні-липні 1945 року.
Порушуючи Версальський договір, Kriegsmarine швидко зростав під час переозброєння німецького флоту в 1930-х роках. Договір 1919 року обмежував чисельність німецького флоту і забороняв будівництво підводних човнів.
Кораблі Kriegsmarine були розгорнуті у водах навколо Іспанії під час громадянської війни в Іспанії (1936–1939) під виглядом невтручання, але насправді підтримували націоналістів проти іспанських республіканців.
У січні 1939 року було видано план Z, масштабну кораблебудівну програму, яка передбачала паритет надводного флоту з британським Королівським флотом до 1944 року. Коли у вересні 1939 року почалася Друга світова війна, план Z було відкладено на користь швидкої програми будівництва для підводних човнів (U-Boot) замість капітальних надводних військових кораблів, а сухопутні та повітряні сили отримали пріоритет стратегічних ресурсів.
Головнокомандувачем Kriegsmarine (як і для всіх видів збройних сил у період абсолютної нацистської влади) був Адольф Гітлер, який здійснював свою владу через Oberkommando der Marine («Верховне командування ВМС»).
Серед найбільш значущих кораблів Кріґсмаріне були його підводні човни, більшість з яких були побудовані після того, як план Z було скасовано на початку Другої світової війни. Вовчі зграї були швидко зібраними групами підводних човнів, які атакували британські конвої під час першої половини битви за Атлантику, але ця тактика була в основному залишена до травня 1943 року, коли втрати підводних човнів зросли. Поряд з підводними човнами, надводні торговельні рейдери (включаючи допоміжні крейсери) використовувалися для зриву судноплавства союзників у перші роки війни, найвідомішими з них були важкі крейсери «Адмірал Граф Шпеє» та «Адмірал Шеєр» і лінкор «Бісмарк». Однак впровадження супроводу конвоїв, особливо в Атлантиці, значно знизило ефективність надводних торгових рейдерів проти конвоїв.
Після закінчення Другої світової війни в 1945 році кораблі Кріґсмаріне, що залишилися, були розподілені між союзними державами та використовувалися для різних цілей, включаючи мінне тралення. Деякі були завантажені зайвою хімічною зброєю та затоплені.

## Історія

### Витоки після Першої світової війни
Згідно з умовами Версальського договору 1919 року, Німеччині дозволявся лише мінімальний військово-морський флот із 15 000 осіб, шість великих кораблів водотоннажністю не більше 10 000 тонн, шість крейсерів, дванадцять міноносців, дванадцять торпедних катерів і жодних підводних човнів чи авіаносців. Військова авіація також була заборонена, тому Німеччина не могла мати морської авіації. Згідно з договором, Німеччина могла будувати тільки нові кораблі замість старих. Усі дозволені кораблі та персонал були прийняті з Кайзерліхмаріне, перейменованої на Рейхсмаріне.
З самого початку Німеччина працювала над тим, щоб обійти військові обмеження Версальського договору. Німці продовжували розробляти підводні човни через конструкторське бюро підводних човнів у Нідерландах (NV Ingenieurskantoor voor Scheepsbouw) і дослідницьку програму торпед у Швеції, де була розроблена торпеда G7e.
Ще до захоплення нацистами влади 30 січня 1933 року уряд Німеччини 15 листопада 1932 року вирішив розпочати заборонену програму переозброєння ВМС, яка включала підводні човни, літаки та авіаносець.
Спуск на воду першого кишенькового лінкора «Дойчланд» у 1931 році (як заміна старому лінкору «Преуссен») став кроком у формуванні сучасного німецького флоту. Будівництво Deutschland викликало жах у французів і британців, оскільки вони очікували, що обмеження Версальського договору обмежать заміну переддредноутів лінійних кораблів на кораблі берегової оборони, придатні лише для оборонної війни. Використовуючи інноваційні технології будівництва, німці побудували важкий корабель, придатний для наступальної війни у відкритому морі, дотримуючись при цьому букви договору.

### Нацистський контроль
Коли нацисти прийшли до влади в 1933 році, Адольф Гітлер незабаром почав більш нахабно ігнорувати багато обмежень Договору та прискорив переозброєння німецького флоту. Англо-німецька військово-морська угода від 18 червня 1935 року дозволила Німеччині побудувати військово-морський флот, еквівалентний 35% тоннажу британських надводних кораблів і 45% тоннажу британських підводних човнів; лінкори повинні були обмежуватися не більше 35 000 тонн. Того ж року Reichsmarine було перейменовано на Kriegsmarine. У квітні 1939 року, коли загострилася напруженість між Сполученим Королівством і Німеччиною через Польщу, Гітлер в односторонньому порядку скасував обмеження англо-німецької військово-морської угоди.
Розбудова німецького флоту в період 1935-1939 років сповільнювалася через проблеми з підбором достатньої кількості робочої сили та матеріалів для будівництва кораблів. Це сталося через одночасне та швидке нарощування німецької армії та авіації, що вимагало значних зусиль та ресурсів. Деякі проекти, такі як крейсери класу D і крейсери класу P, довелося скасувати.

### Громадянська війна в Іспанії
Перші військові дії Кригсмаріне відбулися під час громадянської війни в Іспанії (1936–1939). Після початку військових дій у липні 1936 року в регіон було направлено кілька великих військових кораблів німецького флоту. Важкі крейсери «Дойчланд» і «Адмірал Шеєр» і легкий крейсер «Кельн» були першими відправлені в липні 1936 року. Ці великі кораблі супроводжувала 2-га флотилія торпедних катерів. Німецька присутність використовувалася для таємної підтримки націоналістів Франко, хоча безпосередня участь Німеччини полягала в гуманітарних операціях та евакуації 9300 біженців, у тому числі 4550 громадян Німеччини. Після посередництва Міжнародного патруля невтручання для забезпечення виконання міжнародного ембарго на постачання зброї Крігсмаріне було виділено зону патрулювання між Кабо-де-Гата (Альмерія) і Кабо-де-Оропеса. Численні судна виконували ці обов'язки, включно з Admiral Graf Spee. 29 травня 1937 року Дойчланд був атакований біля Ібіци двома бомбардувальниками республіканських ВПС. Загальні втрати від атаки республіканців склали 31 загиблий і 110 поранених, 71 із них у важкому стані, переважно з опіками. У відповідь Адмірал Шеєр обстріляв Альмерію 31 травня, убивши 19-20 мирних жителів, поранивши 50 і знищивши 35 будівель. Після наступних атак республіканських підводних човнів на «Лейпциг» біля порту Оран між 15 і 18 червня 1937 року Німеччина вийшла з Патрулю невтручання.
Підводні човни також брали участь у таємних діях проти республіканського судноплавства в рамках операції «Урсула». Щонайменше вісім підводних човнів вели вогонь по невеликій кількості цілей у цьому районі протягом усього конфлікту. (Для порівняння, італійська Regia Marina керувала 58 підводними човнами в цьому районі як частина Sottomarini Legionari.)

### План Z
Своїми головними завданнями Крігсмаріне бачила контроль над Балтійським морем і перемогу у війні проти Франції у зв'язку з німецькою армією, оскільки Франція розглядалася як найбільш імовірний ворог у разі війни. Але в 1938 році Гітлер хотів мати можливість виграти війну проти Великої Британії на морі в найближчі роки. Тому він замовив у Крігсмаріне плани такого флоту. З трьох запропонованих планів (X, Y і Z) він схвалив план Z у січні 1939 року. Цей план нової німецької військово-морської програми будівництва передбачав будівництво військово-морського флоту з приблизно 800 кораблів протягом періоду 1939–1947 років. Гітлер вимагав, щоб програма була завершена до 1945 року. Основною силою плану Z були шість лінійних кораблів класу H. У варіанті плану Z, складеному в серпні 1939 року, планувалося, що до 1945 року німецький флот буде складатися з наступних кораблів:
- 4 авіаносців
- 10 лінійних кораблів
- 15 броньованих кораблів (Panzerschiffe)
- 3 лінійних крейсерів
- 5 важких крейсерів
- 44 легких крейсерів
- 158 есмінців та торпедних катерів
- 249 підводних човнів
- Численні менші кораблі

Чисельність особового складу планувалося збільшити до понад 200 тис.
Запланована військово-морська програма не була дуже просунутою до початку Другої світової війни. У 1939 році було закладено два крейсери класу М і два лінійних корабля класу Н, а також заводилися деталі для двох інших лінійних кораблів класу Н і трьох лінійних крейсерів класу О. Чисельність німецького флоту на початку війни не становила навіть 20% плану Z. 1 вересня 1939 року загальна чисельність військово-морського флоту становила лише 78 000 осіб, і він зовсім не був готовий до головної ролі в війні. Через тривалий час, який знадобився, щоб підготувати флот за Планом Z до дії, а також нестачу працівників і матеріалів у воєнний час, план Z був фактично відкладений у вересні 1939 року, а ресурси, виділені на його реалізацію, були в основному перенаправлені на будівництво U-човнів, які були б готові до війни проти Сполученого Королівства швидше.

### Друга світова війна
Див. Кампанії на Балтійському морі (1939–1945), Битва за Атлантику (1939—1945), Крейсерська війна, Торговий рейдер, План «Зеельове», Битва на Середземному морі (1940—1945), Чорноморські кампанії (1941–1944)
Кріґсмаріне брав участь у битві при Вестерплатте та битві в Данцигській затоці під час вторгнення до Польщі. У 1939 році головними подіями для Кріґсмаріне були затоплення британського авіаносця HMS Courageous і британського лінкора HMS Royal Oak і втрата Admiral Graf Spee у битві біля Ла-Плати. Атаки підводних човнів на життєво важливі морські шляхи постачання Британії (Битва за Атлантику) почалися відразу ж із початком війни, хоча їм заважала відсутність добре розташованих портів, з яких можна було б діяти. Протягом усієї війни Кріґсмаріне відповідали за берегову артилерію, що захищала головні порти та важливі прибережні райони. Вони також керували зенітними батареями, які захищали основні порти.
У квітні 1940 року німецький флот брав активну участь у вторгненні до Норвегії, де він зазнав значних втрат, зокрема важкий крейсер «Блюхер», потоплений артилерією та торпедами норвезьких берегових батарей у фортеці Оскарсборг в Осло-фіорді. Десять міноносців було втрачено в битвах за Нарвік (половина німецьких міноносців на той час) і два легких крейсера: «Кенігсберг», який був розбомблений і потоплений авіацією Королівського флоту в Бергені, і «Карлсруе», який був потоплений біля узбережжя Крістіансанда британським підводним човном. Натомість Крігсмаріне потопило кілька британських військових кораблів під час цієї кампанії, включаючи авіаносець HMS Glorious.
Втрати під час Норвезької кампанії залишили лише кілька неушкоджених важких кораблів для запланованого, але так і не здійсненого вторгнення до Сполученого Королівства (операція «Морський лев») влітку 1940 року. Існували серйозні сумніви, що морські шляхи вторгнення могли бути захищеними від втручання британського флоту. Падіння Франції та завоювання Норвегії дали німецьким підводним човнам значно покращений доступ до британських морських шляхів в Атлантиці. Спочатку британським конвоям не вистачало ескорту, який був достатнім чи за кількістю, чи за обладнанням, і, як наслідок, підводні човни мали великий успіх за незначних втрат (цей період німці назвали Першим щасливим часом).
Італія вступила у війну в червні 1940 року, і почалася битва в Середземному морі: з вересня 1941 по травень 1944 року туди було перекинуто близько 62 німецьких підводних човнів, які пройшли повз британську військово-морську базу в Гібралтарі. Середземноморські підводні човни потопили 24 головних військових кораблі союзників (включаючи 12 міноносців, 4 крейсери, 2 авіаносці та 1 лінкор) і 94 торгових судна (449 206 тонн судноплавства). Жоден із підводних човнів у Середземному морі не повернувся на свою базу, оскільки всі вони були затоплені в бою або затоплені своїми екіпажами наприкінці війни.

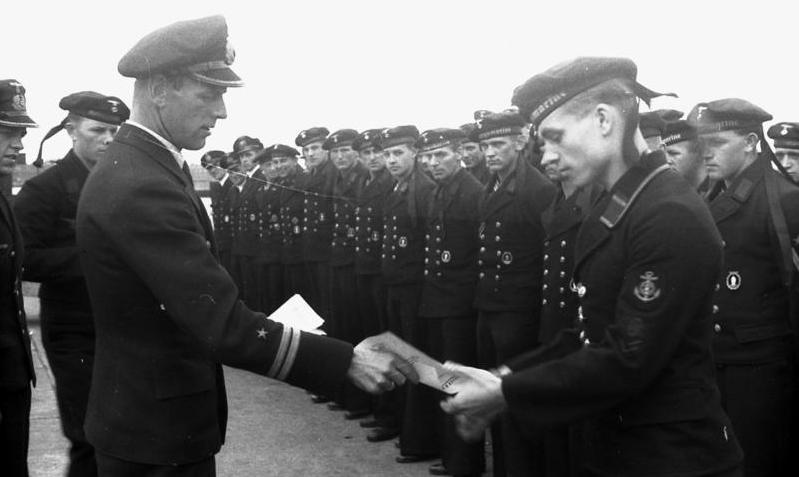
Екіпаж тральщика, Франція, 1941 рік

У 1941 році один із чотирьох сучасних німецьких лінійних кораблів «Бісмарк» потопив HMS Худ під час прориву в Атлантику для комерційних нальотів. У свою чергу Бісмарк був потоплений значно переважаючими британськими силами після того, як він був підбитий повітряною торпедою. Згодом він був затоплений після того, як два британські лінкори перетворили його на палаючі уламки.
У листопаді 1941 року під час битви в Середземному морі німецький підводний човен U-331 потопив британський лінкор Барем, у якого відбувся вибух погребів і він затонув за лічені хвилини, втративши 862 людини, або 2/3 свого екіпажу.
Протягом 1941 року Крігсмаріне і ВМС США фактично стали воюючими сторонами, хоча війна формально не була оголошена, що призвело до затоплення есмінця USS Рубен Джеймс. Такий перебіг подій був результатом рішення Америки підтримати Британію з її програмою ленд-лізу та подальшого рішення супроводжувати конвої ленд-лізу американськими військовими кораблями через західну частину Атлантики.
Напад Японії на Перл-Гарбор і подальше оголошення Німеччиною війни Сполученим Штатам у грудні 1941 року призвели до наступного етапу битви за Атлантику. Під час операції «Барабанний бій» і подальших операцій до серпня 1942 року велика кількість торговельних кораблів союзників була потоплена підводними човнами біля американського узбережжя, оскільки американці не готувалися до підводної війни, незважаючи на чіткі попередження (це був так званий Другий щасливий час для німецького флоту). Ситуація стала настільки серйозною, що військові лідери побоювалися за всю стратегію союзників. Величезний американський кораблебудівний потенціал і військово-морські сили тепер були втягнуті у війну і незабаром більш ніж компенсували будь-які втрати, завдані німецькими підводниками. У 1942 році підводна війна тривала на всіх фронтах, і коли німецькі війська в Радянському Союзі досягли Чорного моря, кілька підводних човнів зрештою було перекинуто туди.
У лютому 1942 року три великі військові кораблі, дислоковані на узбережжі Атлантичного океану в Бресті, були евакуйовані назад до німецьких портів для розгортання в Норвегії. Кораблі неодноразово зазнавали пошкоджень під час повітряних атак Королівських ПС, кораблі постачання для підтримки атлантичних вильотів були знищені Королівським флотом, і тепер Гітлер відчував, що Норвегія була «зоною долі» для цих кораблів. Два лінкори «Шарнхорст» і «Гнейзенау» і важкий крейсер «Принц Ойген» пройшли через Ла-Манш (Ченнел Деш) на шляху до Норвегії, незважаючи на зусилля британців зупинити їх. З часів іспанської армади в 1588 році жоден військовий корабель у воєнний час не робив цього. Це була тактична перемога Крігсмаріне та удар по моральному духу британців, але відхід позбавив можливості атакувати союзницькі конвої в Атлантиці важкими надводними кораблями.
Після нападу Німеччини на Радянський Союз у червні 1941 року Велика Британія почала надсилати арктичні конвої з військовими вантажами навколо Норвегії, щоб підтримати свого нового союзника. У 1942 році німецькі війська почали інтенсивні напади на ці конвої, в основному бомбардувальниками та підводними човнами. Великі кораблі Крігсмаріне в Норвегії рідко брали участь у цих атаках через неповноцінність німецьких радіолокаційних технологій, і тому, що Гітлер і керівництво Крігсмаріне боялися втрати цих дорогоцінних кораблів. Найефективнішою з цих атак було майже знищення конвою PQ 17 у липні 1942 року. Пізніше під час війни німецькі атаки на ці конвої здебільшого зводилися до дій підводних човнів, і маса вантажних кораблів союзників досягла місця призначення в радянських портах.
Битва в Баренцевому морі в грудні 1942 року була спробою надводних сил німецького флоту атакувати арктичний конвой союзників. Однак перевагу не вдалося реалізувати і вони повернулися на базу. Були серйозні наслідки: ця невдача розлютила Гітлера, який ледь не домігся рішення про списання надводного флоту. Натомість ресурси були спрямовані на нові підводні човни, а надводний флот став меншою загрозою для союзників.

Лінкор «Тірпіц» у Норвегії, 1944 рік

Після грудня 1943 року, коли Шарнхорст був потоплений під час атаки на арктичний конвой під час битви за мис Нордкап лінкором HMS Duke of York, більшість німецьких надводних кораблів на базах в Атлантиці були заблоковані у своїх портах або поблизу них як флот у наявності, побоюючись втратити їх у бою та зв'язати британські військово-морські сили. Найбільший із цих кораблів, лінкор «Тірпіц», був розміщений у Норвегії як загроза для судноплавства союзників, а також як захист від можливого вторгнення союзників. Коли він був потоплений, після кількох спроб, британськими бомбардувальниками в листопаді 1944 року (операція «Катехізис»), кілька британських великих кораблів могли бути переміщені на Далекий Схід.
З кінця 1944 року і до кінця війни вцілілий надводний флот Крігсмаріне (важкі крейсери: Admiral Scheer, Lützow, Admiral Hipper, Prinz Eugen, легкі крейсери: Nürnberg, Köln, Emden) був інтенсивно задіяний у забезпеченні артилерійської підтримки відступаючим німецьким сухопутним силам вздовж узбережжя Балтійського моря та переправляючи цивільних біженців у західну частину Німеччини на Балтійському морі (Мекленбург, Шлезвіг-Гольштейн) під час великих рятувальних операцій. Значна частина населення східної Німеччини втекла від наближення Червоної армії через страх радянської помсти (масові зґвалтування, убивства та грабунки радянськими військами справді мали місце). Крігсмаріне евакуювало два мільйони цивільних осіб і військ під час евакуації зі Східної Пруссії та Данцига з січня по травень 1945 року. Саме під час цієї діяльності відбулася катастрофічна затоплення кількох великих пасажирських суден: Wilhelm Gustloff і Goya були потоплені радянськими підводними човнами, тоді як Кап Аркона була потоплена британськими бомбардувальниками, кожна з яких забрала тисячі життів цивільних. Крігсмаріне також надало важливу допомогу в евакуації німецьких цивільних осіб, які втікали з Померанії та Штеттіна в березні та квітні 1945 року.
Відчайдушним заходом Kriegsmarine для боротьби з переважаючою силою західних союзників з 1944 року було формування Kleinkampfverbande (малих бойових підрозділів). Це були спеціальні військово-морські частини з бойовими плавцями, пілотованими торпедами, моторними човнами з вибухівкою тощо. Найефективнішою з цієї зброї та одиниць була розробка та розгортання малих підводних човнів, таких як Molch та Seehund. На останньому етапі війни Крігсмаріне також організувало кілька піхотних дивізій зі свого особового складу.
Між 1943 і 1945 роками група підводних човнів, відома як Monsun Boats (Monsun Gruppe), діяла в Індійському океані з японських баз в окупованій Нідерландській Ост-Індії та Малайї. Конвої союзників у цих водах ще не були організовані, тому спочатку багато кораблів було потоплено. Проте незабаром цю ситуацію вдалося виправити. У наступні роки війни кораблі Monsun також використовувалися як засіб обміну життєво важливими військовими припасами з Японією.
Протягом 1943 і 1944 років через протичовнову тактику союзників і краще обладнання флот підводних човнів почав зазнавати великих втрат. Переломним моментом битви за Атлантику став Чорний травень 1943 року, коли флот підводних човнів почав зазнавати великих втрат, а кількість потоплених кораблів союзників почала зменшуватися. Радар, повітряне прикриття більшого радіусу дії, ехолот, покращена тактика та нова зброя – все це сприяло. Німецькі технічні розробки, такі як Шноркель, намагалися протистояти цьому. Ближче до кінця війни невелика кількість нових підводних човнів Elektroboot (типів XXI і XXIII) почала діяти, перших підводних човнів, призначених для роботи під водою в будь-який час. Elektroboote мав потенціал звести нанівець технологічну та тактичну перевагу союзників, хоча вони були розгорнуті надто пізно, щоб побачити бойові дії у війні.

### Військові злочини

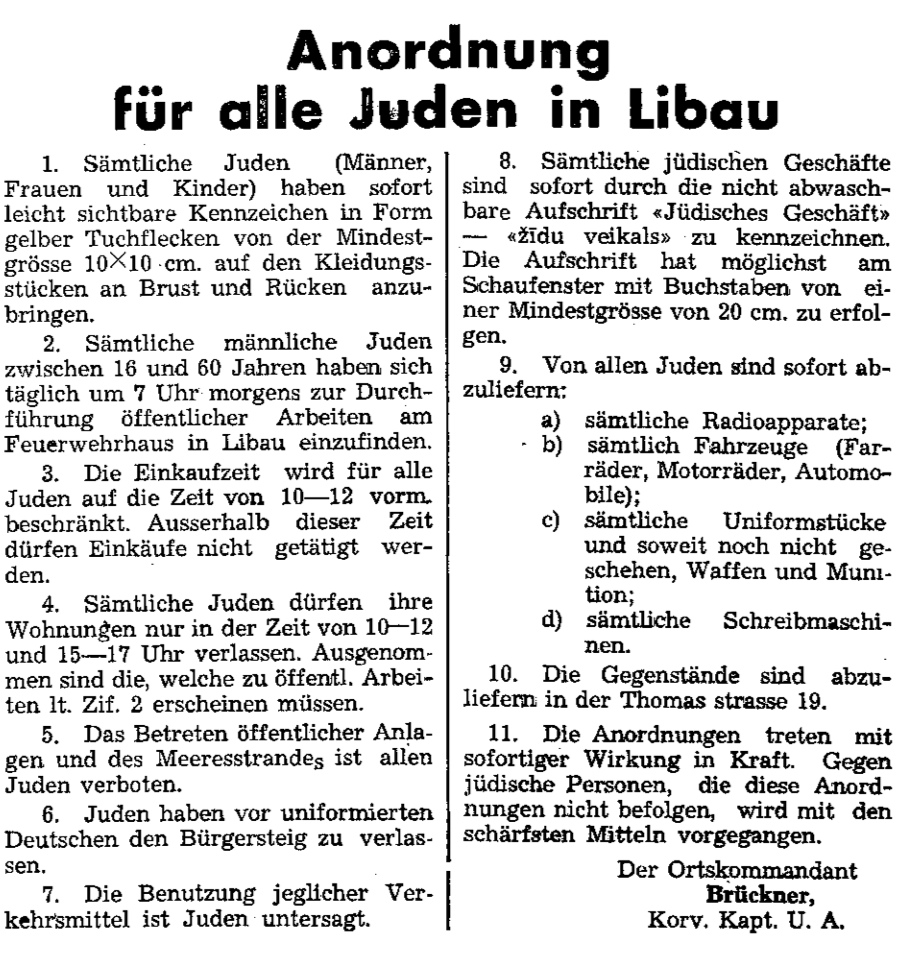
Антиєврейські заходи за наказом німецького військово-морського командувача в Лієпаї, 5 липня 1941 р.

Після захоплення Лієпаї в Латвії німцями 29 червня 1941 року місто перейшло під командування Кригсмаріне. 1 липня 1941 року комендант міста корветтен-капітан Штайн наказав розстрілювати десять заручників за кожну диверсію, а також поставив у зону обстрілу цивільних осіб, заявивши, що серед них переховуються солдати Червоної армії в цивільному одязі.
5 липня 1941 року корветтен-капітан Брюкнер, який прийняв посаду від Штайна, видав низку антиєврейських постанов у місцевій газеті Kurzemes Vārds. Узагальнені вони були такими:
- Усі євреї мали носити жовту зірку спереду та ззаду на своєму одязі;
- Час для покупок для євреїв обмежувався з 10:00 до 12:00. Євреям дозволялося виходити з місць проживання лише в ці години та з 15:00. до 17:00;
- Євреям було заборонено відвідувати громадські заходи та транспорт, а також гуляти по пляжу;
- Євреї повинні були залишити тротуар, якщо вони зустріли німця в формі;
- Єврейські магазини повинні були вивішувати на вітринах вивіску «Єврейське підприємство»;
- Євреї повинні були здати всі радіоприймачі, друкарські машинки, уніформу, зброю та транспортні засоби

16 липня 1941 року фрегаттен-капітан доктор Ганс Кавельмахер був призначений німецьким військово-морським комендантом у Лієпаї. 22 липня Кавельмахер надіслав телеграму Балтійському командуванню ВМС Німеччини в Кілі, в якій стверджував, що він хоче відправити 100 есесівців і п'ятдесят людей шуцполіції (захисної поліції) до Лієпаї для «швидкого вирішення єврейської проблеми». Кавельмахер сподівався прискорити вбивства, скаржачись: «Тут близько 8000 євреїв... з нинішнім персоналом СС, це займе один рік, що неможливо для [...] умиротворення Лієпаї». Кавельмахер 27 липня 1941 року: «Єврейська проблема Лібави була значною мірою вирішена стратою близько 1100 євреїв чоловічої статі ризьким командуванням СС 24 і 25 липня».
У післявоєнному 1945 році командир підводного човна Гайнц-Вільгельм Ек з U-852 був засуджений і страчений разом із двома членами екіпажу за те, що стріляли по тих, хто вижив; Стверджувалося, що U-247 стріляла по тих, хто вижив із затонулого корабля, але оскільки судно разом із екіпажем було втрачено в морі, розслідування не проводилося.

### Повоєнний поділ
Після війни німецькі надводні кораблі, що залишилися на плаву (в боєздатності були лише крейсери «Принц Ойген» і «Нюрнберг» і десяток есмінців), були розділені між переможцями Тристоронньою морською комісією. США використовували важкий крейсер «Принц Ойген» під час ядерних випробувань на атолі Бікіні в 1946 році як корабель-мішень для операції «Перехрестя». Деякі (наприклад, недобудований авіаносець «Граф Цепелін») використовувалися для стрільби зі звичайної зброї, тоді як інші (переважно есмінці та торпедні катери) були передані на озброєння ВМС союзників, у яких після війни не було надводних кораблів. Навчальний барк SSS Horst Wessel був повторно введений в озброєння USCGC Eagle і залишається на дійсній службі, приписаний до Академії берегової охорони США. ВМС Великої Британії, Франції та СРСР отримали міноносці, а деякі торпедні катери дісталися флотам Данії та Норвегії. Для розмінування Королівський флот використовував німецькі екіпажі та тральщики з червня 1945 по січень 1948 р. організованих в Німецькому управлінні з розмінування, GMSA, яке складалося з 27 000 членів колишнього Kriegsmarine і 300 суден.
Есмінці та радянський легкий крейсер «Нюрнберг» були виведені з експлуатації наприкінці 1950-х років, але п'ять ескортних есмінців було повернуто від Франції новому флоту Західної Німеччини в 1950-х роках, а три підводні човни типу XXI та XXIII 1945 року були підняті Західною Німеччиною та інтегрована в їхній новий флот. У 1956 році, після вступу Західної Німеччини до НАТО, було створено новий військово-морський флот, який називався Бундесмаріне (Федеральний флот). Деякі командири Кригсмаріне, такі як Еріх Топп і Отто Кречмер, продовжили службу в Бундесмаріне. У Східній Німеччині Фольксмаріне (Народний флот) було засновано в 1956 році. Після возз'єднання Німеччини в 1990 році було вирішено використовувати назву Дойче маріне (Німецький флот).